# Валь, Курт (офицер)
Курт Валь (нем. Kurt Wahl; 28 февраля 1914, Мейнинген, Тюрингия — 28 декабря 1988, Ойтен, Бремен) — немецкий офицер войск СС, штурмбаннфюрер СС, кавалер Рыцарского креста Железного креста с Дубовыми листьями.

## Карьера
Курт Валь родился 20 августа 1914 года в городе Мейнинген. 1 октября 1934 года вступил в СС (служебное удостоверение № 97 799). Курт Валь поступил в соединения СС «Мёртвая голова». После окончания юнкерского училища СС в Брауншвейге 20 апреля 1936 года произведён в унтерштурмфюреры СС.
С 1 мая 1937 служил в полиции порядка Брауншвейга. После начала Второй мировой войны направлен в Полицейскую дивизию СС, после переведён в дивизию СС «Рейх».
Воевал во Франции, затем в СССР. С 1 апреля 1942 года командир роты. С февраля по октябрь 1943 полковой адъютант полка СС «Дойчланд». С октября командир дивизиона 2-го артиллерийского полка СС.
Был тяжело ранен и после выздоровления 23 февраля 1944 переведён в состав дивизии СС «Гёц фон Берлихинген», где 10 марта стал полковым адъютантом, затем исполняющим обязанности командира боевой группы 38-го моторизованного полка СС. 23 августа 1944 года награждён Рыцарским крестом Железного креста.
К концу 1944 стал командиром 17-го разведывательного батальона СС.
За бои в составе 13-го корпуса СС 1 февраля 1945 года получил Дубовые листья к Рыцарскому кресту. В конце войны был тяжело ранен и май 1945 провёл в госпитале.

## Чины
- Унтерштурмфюрер СС (20 апреля 1936)
- Оберштурмфюрер СС (9 ноября 1940)
- Гауптштурмфюрер СС (1 ноября 1941)
- Штурмбаннфюрер СС (9 ноября 1944)

## Награды
- Железный крест (1939)
  - 2-й степени (1 сентября 1941)
  - 1-й степени (1 апреля 1942)
- Медаль «За зимнюю кампанию на Востоке 1941/42» (3 августа 1942)
- Штурмовой пехотный знак в бронзе
- Знак «за ранение» в серебре
- Нагрудный знак «За ближний бой»" в бронзе
- Немецкий крест в золоте (18 июля 1944) — гауптштурмфюрер СС, адъютант 38-го моторизованного полка СС и командир боевой группы СС «Валь»
- Рыцарский крест Железного креста с Дубовыми листьями
  - Рыцарский крест (23 августа 1944) — гауптштурмфюрер СС, адъютант 38-го моторизованного полка СС и командир боевой группы СС «Валь»
  - Дубовые листья (№ 720) (1 февраля 1945) — штурмбаннфюрер СС, командир 17-го разведывательного батальона СС «Гёц фон Берлихинген»